# Luca Fiordilino
Luca Antonio Fiordilino (Palermo, 25 luglio 1996) è un calciatore italiano, centrocampista dell'Inter U23.

## Biografia
Nato a Palermo, è cresciuto a Casteldaccia. Ha conseguito il diploma di geometra presentando una tesi sulla costruzione dello Stadio Renzo Barbera.

## Caratteristiche tecniche
Centrocampista centrale, ricopre tipicamente la posizione di regista; dinamico e dotato tecnicamente, è in possesso di una buona visione di gioco.

## Carriera

#### Primi passi, Cosenza e Lecce
Muove i primi passi nel mondo del calcio all'età di 6 anni, iniziando a giocare per la formazione locale del Bagheria. Nel 2005 viene acquistato dal Palermo che lo aggrega al proprio settore giovanile.
Con i siciliani percorre tutta la trafila delle giovanili fino al 2015, quando viene ceduto in prestito al Cosenza in Serie C. Debutta fra i professionisti il 2 agosto seguente disputando l'incontro di Coppa Italia vinto 2-1 contro l'Ascoli, e da lì in poi si confermerà come uno dei punti fermi del club rossoblù disputando 32 incontri di campionato. Il 30 giugno 2016 si trasferisce, sempre a titolo temporaneo, al Lecce. Con i salentini gioca 30 incontri tra campionato e coppe, senza tuttavia riuscire a centrare la promozione

#### Palermo
Rientrato al Palermo, debutta nel campionato cadetto il 2 settembre 2017, in occasione dell'incontro pareggiato 0-0 contro il Brescia, sostituendo Carlos Embalo al 74’. Il 3 novembre allo Stadio Adriatico di Pescara (Pescara 2-2 Palermo) gioca la prima partita da titolare in maglia rosanero. Chiude la stagione con 14 presenze complessive tra campionato (12) e playoff (2), persi in finale contro il Frosinone.
Inizia la stagione successiva da titolare con Bruno Tedino, trovando però poco spazio con Roberto Stellone.
Il 10 gennaio 2018 prolunga il proprio contratto fino al 2021. 
Conclude la sua seconda stagione in rosanero con 18 presenze tra campionato (16) e Coppa Italia (2).

#### Venezia
Rimasto svincolato dopo il fallimento della società siciliana, il 24 luglio 2019 viene tesserato dal Venezia, con cui firma un triennale. Esordisce con i lagunari in occasione della vittoria interna in Coppa Italia contro il Catania (2-1). iL 1 novembre 2020 realizza il suo primo goal tra i professionisti in occasione del match vinto per 2-0 contro l’Empoli. Conclude la sua seconda stagione in neroverde con 42 presenze e 4 goal tra campionato e Coppa Italia, contribuendo attivamente al ritorno dei lagunari in Serie A dopo 19 anni.
Il 22 agosto 2021 fa il suo esordio in massima serie, in occasione della prima giornata di campionato persa 2-0 sul campo del Napoli.

#### Südtirol, Feralpisalò e Triestina
Il 19 gennaio 2023, Fiordilino passa in prestito con diritto di riscatto al Südtirol, in Serie B, fino al termine della stagione. Per la stagione 2023-2024 viene ceduto in prestito alla Feralpisalò, militante in Serie B.
Rientrato a Venezia, dopo mezza stagione in cui non colleziona alcuna presenza, nel gennaio 2025 viene ceduto alla Triestina, in Serie C.

#### Inter U23
L'8 agosto 2025 si trasferisce a parametro zero alla neonata Inter U23, in Serie C.

## Statistiche

### Presenze e reti nei club
Statistiche aggiornate al 17 maggio 2025.
| Stagione        | Squadra         | Campionato      | Campionato | Campionato | Coppe nazionali | Coppe nazionali | Coppe nazionali | Coppe continentali | Coppe continentali | Coppe continentali | Altre coppe | Altre coppe | Altre coppe | Totale | Totale |
| Stagione        | Squadra         | Comp            | Pres       | Reti       | Comp            | Pres            | Reti            | Comp               | Pres               | Reti               | Comp        | Pres        | Reti        | Pres   | Reti   |
| --------------- | --------------- | --------------- | ---------- | ---------- | --------------- | --------------- | --------------- | ------------------ | ------------------ | ------------------ | ----------- | ----------- | ----------- | ------ | ------ |
| 2015-2016       | Cosenza         | LP              | 32         | 0          | CI+CI-LP        | 1+1             | 0               | -                  | -                  | -                  | -           | -           | -           | 34     | 0      |
| 2016-2017       | Lecce           | LP              | 25+1       | 0          | CI+CI-LP        | 2+2             | 0               | -                  | -                  | -                  | -           | -           | -           | 30     | 0      |
| 2017-2018       | Palermo         | B               | 12+2       | 0          | CI              | 0               | 0               | -                  | -                  | -                  | -           | -           | -           | 14     | 0      |
| 2018-2019       | Palermo         | B               | 16         | 0          | CI              | 2               | 0               | -                  | -                  | -                  | -           | -           | -           | 18     | 0      |
| Totale Palermo  | Totale Palermo  | Totale Palermo  | 28+2       | 0          |                 | 2               | 0               |                    | -                  | -                  |             | -           | -           | 32     | 0      |
| 2019-2020       | Venezia         | B               | 35         | 0          | CI              | 2               | 0               | -                  | -                  | -                  | -           | -           | -           | 37     | 0      |
| 2020-2021       | Venezia         | B               | 37+3       | 4          | CI              | 2               | 0               | -                  | -                  | -                  | -           | -           | -           | 42     | 4      |
| 2021-2022       | Venezia         | A               | 15         | 0          | CI              | 3               | 0               | -                  | -                  | -                  | -           | -           | -           | 18     | 0      |
| 2022-gen. 2023  | Venezia         | B               | 14         | 0          | CI              | 0               | 0               | -                  | -                  | -                  | -           | -           | -           | 14     | 0      |
| gen.-giu. 2023  | Südtirol        | B               | 16+3       | 0          | CI              | -               | -               | -                  | -                  | -                  | -           | -           | -           | 19     | 0      |
| ago. 2023       | Venezia         | B               | 0          | 0          | CI              | 1               | 0               | -                  | -                  | -                  | -           | -           | -           | 1      | 0      |
| 2023-2024       | Feralpisalò     | B               | 34         | 0          | CI              | 0               | 0               | -                  | -                  | -                  | -           | -           | -           | 34     | 0      |
| 2024-gen. 2025  | Venezia         | A               | -          | -          | CI              | -               | -               | -                  | -                  | -                  | -           | -           | -           | -      | -      |
| Totale Venezia  | Totale Venezia  | Totale Venezia  | 101+3      | 4          |                 | 8               | 0               |                    | -                  | -                  |             | -           | -           | 112    | 4      |
| gen.-giu. 2025  | Triestina       | C               | 18+2       | 2          | CI-C            | -               | -               | -                  | -                  | -                  | -           | -           | -           | 20     | 2      |
| 2025-2026       | Inter U23       | C               | 0          | 0          | CI-C            | 1               | 0               | -                  | -                  | -                  | -           | -           | -           | 1      | 0      |
| Totale carriera | Totale carriera | Totale carriera | 265        | 6          |                 | 17              | 0               |                    | -                  | -                  |             | -           | -           | 282    | 6      |